# Gun Röring
Gun Margareta Röring, po mężu Lindh (ur. 16 lipca 1930 w Umei, zm. 17 marca 2006 tamże), szwedzka gimnastyczka. Złota medalistka olimpijska z Helsinek.
Zawody w 1952 były jej jedynymi igrzyskami olimpijskimi. Wspólnie z koleżankami zwyciężyła w ćwiczeniach z przyborem.